# Bonne (Alta Saboia)
Bonne é uma comuna francesa na região administrativa de Auvérnia-Ródano-Alpes, no departamento da Alta Saboia. Estende-se por uma área de 8.58 km². Em 2010 a comuna tinha 3 327 habitantes (densidade: 387,8 hab./km²).